# 干将・莫耶
干将・莫耶（かんしょう・ばくや、干将は本来干將、莫耶は鏌鋣とも）は、中国における名剣、もしくはその剣の製作者である夫婦の名である。剣については呉王の命で雌雄二ふりの宝剣を作り、干将に陽剣（雄剣）、莫耶に陰剣(雌剣)と名付けたという。〈（この陰陽は陰陽説に基づくものであるため、善悪ではない）。また、干将は亀裂模様（龜文）、莫耶は水波模様（漫理）が剣に浮かんでいたとされる（『呉越春秋』による）。なお、この剣は作成経緯から、鋳剣（鋳造によって作成された剣）である。人の干将・莫耶については、干将は呉の人物であり欧冶子と同門であったとされる（『呉越春秋』による）。
この夫婦および子（赤、もしくは眉間尺）と、この剣の逸話については『呉越春秋』の闔閭内伝や『捜神記』などに登場しているが、後述するように差異が大きい。20世紀には魯迅がこの逸話を基に『眉間尺』（後に『鋳剣』と改題）を著わしている。なお、莫耶、莫邪の表記については、『呉越春秋』が莫耶、『捜神記』が莫邪となっているが、日本の作品では、いずれも莫耶と表記する。

## 概要
この剣にまつわる話の内容としては、書によって差異があるが、大きく分けると、この名剣誕生の経緯と、その後日談にあたる復讐譚に分かれている。ただし『呉越春秋』には（現在伝わっている限り）復讐譚にあたる後日談は無い（後述する#呉越春秋における記述を参照）。また、『呉越春秋』では製作を命じたのは呉王闔閭となっているが、『捜神記』においては、これは楚王となっている。なお、製作の過程については、昆吾山にすむ、金属を食らう兎の内臓より作られたとする話を載せるものも存在する（『拾遺記』）。また、後世の作品、特に日本の物については、中国の物とはかなりの差異が生じている。

### 呉越春秋における記述
『呉越春秋』では、主にその製作経緯、過程が語られる。前述したとおり復讐譚は無いが、その代わりに、魯の使者がこの剣を見て、呉の将来を予想し、物語は終わる。話の内容は以下のとおり。
闔閭が越（呉の宿敵として知られ、後に呉を滅ぼした国）から送られた三振りの宝剣を見て、干将に二振りの剣を作るように命じた。干将は、最高の材料を集め（來五山之鐵精、六合之金英。五山とは泰山など五つの山のことで後世の寺とは別、六合とは天地四方のこと。來は「とる」）、剣作りに最高の条件（候天伺地、陰陽同光、百神臨觀、天氣下降）を整え炉を開いた。しかし、急に温度が低くなり鉄が流れ出なかった。そして三月たってもいっこうにはかどらなかった。そのような現象が起こったとき、かつて彼らの師は夫婦で炉中に身を投げて鉄を溶かしたことがある。そこで妻の莫耶が自身の爪と髪を入れ、さらに童子三百人にふいごを吹かせたところようやく溶けた。そして、完成した名剣のうち、干将は隠して手元に置き、莫耶を闔閭に献上した。ある日、魯の使者である季孫が呉を訪れたとき、闔閭は彼に莫耶を見せ、与えようとした。季孫が鞘から抜くと、刃こぼれがあった。これを見た季孫は、呉は覇者となるであろうが、欠点があれば滅亡すると予測し、ついに莫耶を受け取らなかった。

### 捜神記における記述
『捜神記』では、前述したように呉王闔閭ではなく楚王となっているほか、作成の工程については細かい記述はなく、3年かかったとするのみであり、主にその後日談が語られる。話の内容は以下のとおり。なお『捜神記』では莫邪と記されている。
完成に三年かかってしまったために王は怒った。干将が楚王に莫邪を献上に向かうとき、干将は身ごもっていた妻に「私は必ず殺されるだろう。もし生まれた子が男ならば、大きくなったら「出戸，望南山，松生石上，劍在其背（戸を出て、南に山を望み、松の生える石の上、その背に剣あり）」と伝えよ。」と残した。王は献上された莫邪が二振りのうち雌剣のみであるとわかるとさらに怒り干将を殺した。莫邪の子赤（眉間尺）は、成長すると莫邪に、父親の所在を聞いた。母は父が楚王に殺されたことを教え、干将の言伝を赤に伝えた。その言伝より干将を手に入れた赤は、日夜敵討ちを思った。王も夢によりこれに気づき、赤に懸賞金をかけたため赤は山に逃げ込み、泣いた。そこを通りかかった旅人が泣く理由を尋ね、赤が事のあらましを告げると、旅人は「それには干将と貴方の首が必要である。それがあれば私が仇を討つ」といった。これを聞いた赤は自身の首を刎ねた。死体は、旅人が「約束を守る」と言うとようやく倒れた。客は首を持って楚王にあい、楚王はとても喜んだ。旅人が「これは勇士の首であるから湯で煮溶かさねばならない」というと王はそれに従った。しかし、三日三晩にても赤の首は溶けるどころか湯の中から顔を出しにらみつけていた。旅人は「王が覗けば必ずや溶けるだろう」というと、王はこれを覗き見た。そのとき旅人は剣で王の首を刎ね、また自身の首をも刎ねた。2つの首は湯の中に落ち、赤の首とともに煮溶け、判別できなくなってしまった。そのため一緒に埋葬することにした。ゆえにこの墓は三王墓という。そして今もそれは汝南県和孝鎮の宜春城にある。

### 史書などの記述
干将・莫耶は名剣として史記のほかいくつかの書物にも紹介されている。
- 『荀子』性悪 - 「闔閭之干將、莫邪、鉅闕、辟閭，此皆古之良劍也（闔閭の干将・莫邪・鉅闕・辟閭、これらはすべて古の名剣である)。」

## 後世における作品
干将・莫耶の名剣は、中国の剣に関する逸話としてはかなり有名であった。そのため、後世においても、さまざまな作品に登場している。日本においては『今昔物語集』巻第九第四十四「震旦莫耶、造釼獻王被殺子眉間尺語」、『太平記』巻第十三「兵部卿宮薨御事付干将莫耶事」に収録されている。

### 今昔物語集における記述
『今昔物語集』巻第九第四十四に「震旦莫耶、造釼獻王被殺子眉間尺語（震旦（シナスタン=中国）の莫耶）、剣を造り王に献じ子の眉間尺を殺される話）」が記されている。『捜神記』と同じく後日談に沿ったものであるが、いくつか大きな違いが存在する。まず、莫耶が男性であるという設定が挙げられる（なお、莫耶の妻は、ただ妻と記されるのみである。また、作成した剣に名前は無い）。王については、ただ国王とするのみで、国についての言及は無い。
作成の経緯について、国王夫人が鉄の玉を産み、それを基に作ったとされている。また、王が怒った理由について、『捜神記』が一の理由としてあげている、製作期間が3年もかかったことではなく（製作期間3年の記述は『今昔物語集』には無い）、献上した剣が一振りのみ、雌剣であったこととなっている。また、雌剣であることが露呈した理由について、剣が音を立てており、その原因を国王が大臣に聞いたところ、これは夫婦剣であり、雄剣が存在しこの宝剣が雌剣である、と大臣が言ったためとなっている。
さらに、莫耶は王に処刑されたのではなく、大きな木の中に隠れて死んだとする。また、『捜神記』では山の中で眉間尺と会ったのは旅人となっているが、こちらでは国王の刺客となっている。そして、眉間尺の首を煮た期間は七日とされる。最後について、王は首を刎ねられたのではなく、煮え湯の中を見たら独りでに首が落ちたとされ、湯の中で争ったとある。それを見た刺客は王を有利にするため剣を煮え湯に投げ入れる。剣の力で二人の首は溶けたが、湯の中を見ていた刺客の首も湯の中に自然に落ちた、となっている。墓については『捜神記』と同様である。

### 太平記における記述
『太平記』巻第十三に「兵部卿宮薨御事付干将莫耶事（兵部卿宮死去のことと干将莫耶のこと）」が記されている。『太平記』でも主に後日談について語られるが、内容としては『今昔物語集』との共通点が多い反面、『捜神記』と同様の記述に戻った部分も多い。具体的には、『今昔物語集』では具体的に名前が挙げられなかった王が楚王と記されていること、また干将、莫耶の設定が中国における形（夫婦）に戻っていること、製作期間が3年であったことが記されている。楚王夫人が鉄の玉を産み、干将莫耶はそれを基に製作したことは、『今昔物語集』と同じである他、首を煮た日数についても七日七晩であり、『今昔物語集』と同じくする。また、干将が処刑された理由については、『今昔物語集』に類しており、献上した剣が莫耶一振りのみ、雌剣であったこととなっている。ただし、莫耶が発していたのは「悲泣の声」となっている。
新たに加えられている記述としては、眉間尺について、面が三尺あって眉間一尺あったことからそう呼ばれたこと（これについて『今昔物語集』では面が三尺であったことは述べられていない）、復讐が終わったときに首になった眉間尺と客人が声を上げたことなどが話として追加されているほか、旅人は干将と旧知であったこと、眉間尺が首を切る際、圧勝の矛先三寸を喫切り、それで首を切ったことなどが捜神記とは異なっている。
また、『太平記』においてはその後がさらに語られ、干将の矛先三寸はのちに燕の皇太子である丹にわたり、その刺客である荊軻が始皇帝暗殺未遂の折につかった匕首こそ、これであるということ、後に張華と雷煥という人物が干将と莫耶を見つけるが、皇帝に献上するための輸送中に、延平津において自ら鞘から抜け、雄雌の龍となり河に沈んだことなどを語る。

### その他の作品における扱い
中国においてもこの二剣は名剣として記憶に残り、明代に成立した『封神演義』においても莫邪宝剣という名の宝貝（パオペイ）が登場し黄天化が使用している。また、20世紀に入って魯迅がこれを基に『鋳剣』を著わしたのは前述のとおりである。近年、日本でも『うしおととら』にこの説話（および、それを元にした設定）が使用されていたり、（上記の説話とほぼ関係なく）作品に名前が流用されていたりする（『Fate/stay night』『彩雲国物語』『三国志レイヴ』など）。
また剣の製作経緯において、莫耶が髪と爪でなく、自身を爐に投じた、という話として伝えられているものも広く見られる。これは『呉越春秋』の当該箇所の記述、「於是干將妻乃斷髮剪爪，投於爐中」を、「干將の妻（莫耶）が髪を断ち爪を剪って、（それを）爐中に投じた」とするか「（莫耶が）髪を断ち爪を剪ちて（身を清め）、爐中に（自身を）投じた」とするか、の違いによる。
歌舞伎演目「源平布引滝」の「実盛物語」では、葵御前が産んだものだと九郎助小よし夫妻が腕を差し出すと「そんなバカなことがあるか」と瀬尾十郎兼氏は憤る。が、実朝は「楚の国の桃容夫人は暑がりで鉄の柱を抱いて寝ていた。やがて夫人は鉄の玉を産み落とし、これを剣に打ったものが名剣莫邪である。鉄の玉を生んだ前例があるのだから腕が生まれることもあろう」と夫妻の主張を擁護する。